# پی‌سی‌اس‌ایکس۲

PCSX2 یک شبیه‌ساز رایگان و منبع باز PlayStation 2 برای رایانه‌های x86 است. از اکثر بازی‌های ویدیویی پلی‌استیشن 2 با سازگاری و عملکرد بالایی پشتیبانی می‌کند، و همچنین از تعدادی پیشرفت نسبت به گیم‌پلی پلی‌استیشن 2 سنتی پشتیبانی می‌کند، مانند توانایی استفاده از وضوح‌های بالاتر نسبت به فیلتر بومی، آنتی‌الیزینگ و فیلتر بافت. برای ویندوز، لینوکس و macOS منتشر شده است.

## پس زمینه
، مانند پروژه قبلی خود PCSX (یک شبیه‌ساز PlayStation)، مبتنی بر معماری پلاگین PSEmu Pro است که چندین عملکرد را از شبیه‌ساز اصلی جدا می‌کند. اینها گرافیک، صدا، کنترل‌های ورودی، درایو CD/DVD، و پورت‌های USB و FireWire (i.LINK) هستند. پلاگین های مختلف ممکن است نتایج متفاوتی هم در سازگاری و هم در عملکرد ایجاد کنند. علاوه بر این، PCSX2 به یک کپی اصلی از BIOS PS2 نیاز دارد، که به دلیل مشکلات حقوقی مربوط به حق نسخه‌برداری برای دانلود از توسعه‌دهندگان در دسترس نیست. از سپتامبر 2016، PCSX2 تا حدی با بازی‌های PlayStation سازگار است.
گلوگاه اصلی در شبیه‌سازی PS2، شبیه‌سازی چند پردازنده Emotion Engine در معماری رایانه شخصی x86 است. اگرچه هر پردازنده را می توان به خوبی به طور مستقل شبیه سازی کرد، اما همگام سازی دقیق آنها و شبیه سازی زمان بندی کنسول دشوار است.

## توسعه
توسعه PCSX2 در سال 2001 توسط برنامه نویسانی با نام های Linuzappz و Shadow که برنامه نویسان شبیه ساز PlayStation PCSX-Reloaded بودند، آغاز شد. بعداً برنامه نویسان دیگری به تیم ملحق شدند و در نهایت توانستند برخی از بازی های PS2 را به صفحه بارگیری برسانند. سپس تیم شروع به کار بر روی کار دشوار شبیه‌سازی بایوس PlayStation 2 کرد. آنها آن را به اجرا درآوردند، اگرچه کند بود و از نظر گرافیکی تحریف شده بود. نسخه 0.9.1 در جولای 2006 منتشر شد.
از سال 2007 تا 2011، توسعه دهندگان روی Netplay و بهبود سرعت کار کردند. PCSX2 0.9.8 در مه 2011 منتشر شد و دارای یک رابط کاربری گرافیکی بازنگری شده بود که با wxWidgets نوشته شده بود، که سازگاری را برای لینوکس و سیستم‌عامل‌های جدیدتر ویندوز بهبود بخشید. در دسامبر 2022، PCSX2 برای حذف تمام عناصر WxWidgets بازنگری شد. از آن زمان این پروژه از Qt استفاده کرده است. اضافه شدن یک کامپایلر جدید VU سازگاری بهتر، مدیر کارت حافظه، تعمیرات اساسی پلاگین صوتی SPU2-X و پیشرفت های متعدد دیگر را به همراه داشت.
از سپتامبر 2024، 97 درصد از بازی‌های پلی‌استیشن 2 در شبیه‌ساز «قابل بازی» در نظر گرفته می‌شوند، به این معنی که می‌توان آن‌ها را تا حد زیادی، اما نه کاملاً بدون مشکلات جزئی، بازی کرد. همه حداقل در صفحه منو بوت می شوند.
در سال 2022، PCSX2 پشتیبانی از Vulkan API را اضافه کرد. PCSX2 به عنوان پایه ای برای AetherSX2، شبیه ساز PlayStation 2 برای Android استفاده شد. در سال 2022، یک فورک غیر رسمی از PCSX2 برای Xbox Series X/S به نام XBSX2 ایجاد شد.

## ویژگی ها
PCSX2 از حالت‌های ذخیره و کامپایل مجدد پویا (JIT) پشتیبانی می‌کند. همچنین از ضبط گیم پلی به صورت فول اچ دی با استفاده از افزونه GSdx پشتیبانی می شود. گزینه‌هایی مانند توانایی افزایش/کاهش سرعت بازی، استفاده از کارت‌های حافظه نامحدود، و استفاده از کنترل‌کننده‌های گیم‌پد که توسط سیستم عامل بومی پشتیبانی می‌شوند نیز در دسترس هستند. کدهای تقلب با استفاده از فایل‌های وصله‌ای PNACH پشتیبانی می‌شوند. پشتیبانی RetroAchievements یک سیستم دستاورد مبتنی بر جامعه را برای بازی‌های انتخابی اضافه می‌کند.

## پلاگین ها
PCSX2 قبلاً از افزونه‌ها به‌عنوان وسیله‌ای برای مدولار کردن تلاش‌های توسعه در میان اجزای جداگانه (زیر سیستم‌های) سخت‌افزار PlayStation 2 شبیه‌سازی شده استفاده می‌کرد. برای مثال، پلاگین‌های ویدیویی توسط PCSX2 برای نمایش تصاویر روی صفحه و شبیه‌سازی سخت‌افزار گرافیکی پلی‌استیشن ۲ استفاده می‌شد، در حالی که پلاگین‌های صوتی سخت‌افزار صوتی پلی‌استیشن ۲ را شبیه‌سازی می‌کردند.
لیستی از چندین پلاگین در زیر آمده است:
لیست پلاگین هایی که ادغام شده اند در زیر آمده است:
از نسخه 1.7.0-dev-1420 PCSX2 همه عملکردها را در شبیه ساز اصلی ادغام کرده است و مفهوم افزونه ها را حذف کرده و انواع 64 بیتی را نیز منتشر کرده است.
لیست پلاگین هایی که ادغام شده اند در زیر آمده است:
GS: GSdxSPU: SPU2-XPAD: LilyPad (ویندوز) | OnePad (Linux)DEV9: Dev9GigaherzCDVD: 

## الزامات سخت افزاری
نیازهای سخت افزاری تا حد زیادی به بازی وابسته است. با توجه به ماهیت سخت‌گیرانه شبیه‌سازی، PCSX2 به احتمال زیاد با سخت‌افزارهای مدرن میان‌رده تا سطح بالا به خوبی عمل می‌کند و سیستم‌های پایین‌رده احتمالاً عملکردی کمتر از عملکرد کامل دارند. گلوگاه عملکرد در بیشتر موارد، CPU است تا GPU. این مورد به ویژه در حالت نرم افزاری که در آن فقط از CPU برای شبیه سازی استفاده می شود، بیشتر است. در حالت سخت‌افزاری، GPU گرافیک را شبیه‌سازی می‌کند، اما اگر وضوح داخلی بیش از حد بالا تنظیم شود، همچنان می‌تواند یک گلوگاه باشد. برخی از بازی‌ها نیز ممکن است به دلیل کد گرافیکی بهینه‌نشده یا کارت‌های ویدیوی ضعیف، کندتر اجرا شوند. از آنجایی که سخت افزار کامپیوتر با گذشت زمان به پیشرفت خود ادامه می دهد، احتمال مشکلات عملکرد PCSX2 کاهش مشابهی را تجربه کرده است.

## بازخوردها
PCSX2 با استقبال بسیار خوبی مواجه شده است. متیو هامفریس از Geek.com آن را به عنوان "یک اثر چشمگیر" توصیف کرد. الکس گارنت از PC World از دشواری راه‌اندازی PCSX2 انتقاد کرد اما آن را «شاهکار» نامید. اگرچه دیوید هیوارد از میکرو مارت نیز از این پیچیدگی انتقاد کرد، اما او آن را «از لحاظ فنی شگفت‌انگیز» نامید. Sriram Gurunathan از In.com، PCSX2 را به‌عنوان «مسلماً محبوب‌ترین شبیه‌ساز در سراسر جهان» توصیف کرد و از آن به عنوان یکی از پنج شبیه‌ساز برتر سایت نام برد. Brandon Widder of Digital Trends PCSX2 را در مقاله Best Emulators خود گنجانده است. جان کورپوز از راهنمای تام در مقاله بهترین شبیه سازهای پلی استیشن برای رایانه های شخصی خود به PCSX2 اشاره کرد و گفت: «وقتی صحبت از شبیه سازی پایدار و قابل بازی پلی استیشن 2 می شود، PCSX2 تقریباً بهترین بازی در شهر در حال حاضر است.»
«Frequently Asked Questions». تیم پی‌سی‌اس‌اکس. ۸ اوت ۲۰۱۲. بایگانی‌شده از اصلی در ۵ سپتامبر ۲۰۱۲. دریافت‌شده در ۴ سپتامبر ۲۰۱۲.</ref>